# 63 a. C.
El año 63 a. C. fue un año del calendario romano prejuliano. En la República romana, fue conocido como el año 691 Ab Urbe condita.

## Acontecimientos
- Pompeyo acaba con el reinado de los macabeos.
- Marco Tulio Cicerón es nombrado cónsul y compone sus famosas Catilinarias.
  - Se produce en Roma una conspiración para destronar a los magistrados electos, liderada por Lucio Sergio Catilina, que es finalmente frustrada por Cicerón.
- Julio César alcanza el cargo de Pontifex Maximus.

## Nacimientos
- Estrabón de Amasia. Geógrafo e historiador griego.
- 23 de septiembre: Cayo Julio César Octavio, conocido como Octavio, primer emperador romano bajo el nombre de Augusto.
- Marco Vipsanio Agripa, general y político romano, mano derecha del emperador Augusto.

## Fallecimientos
- Mitrídates VI, rey del Ponto; se suicida en Crimea (quizá en el 64 a. C.).